# Swarn Lata Sharma
Pour les articles homonymes, voir Sharma.
Swarn Lata Sharma (hindi : स्वर्ण लता शर्मा ; née le 10 décembre 1952 Gorakhpur) est une universitaire indienne en sciences politiques. 

## Biographie
Swarn Lata Sharma est née à Gorakhpur le 10 décembre 1952 la fille du Dr. Jagdish Prasad Gour, un médecin réputé. 
Elle a reçu sa première éducation dans le Madhya Pradesh et l'Uttar Pradesh. Elle a obtenu sa maîtrise en sciences politiques à l'Université d'Agra en 1971.
Elle a obtenu sa thèse (Ph.D.) à l'Université de Patna en 1979 pour son étude sur une entreprise publique d'exploitation du charbon de Bharat. 
Elle est la tête du département de troisième cycle en sciences politiques à l'université des filles d'Arya, Ambala Cantt., où elle travaille depuis 1979. Elle a été membre du Conseil Post-doctorant des études en Sciences Politiques de l'Université de Kurukshetra de 1994 à 1996. 
Elle est membre du Tribunal de même que de la Faculté en sciences sociales de l'Université de Kurukshetra. Elle est aussi membre correspondant de l'Institut Menezes Braganca, Panaji (Goa).
L'ouvrage Tibet: Self-Determination in Politics Among Nations de Swarn Lata Sharma se concentre sur l'histoire politique moderne du Tibet, en particulier sur la question de l'autodétermination tibétaine dans le contexte des attitudes et des actions des États-Unis, de l'URSS, de l'Inde et des Nations unies.

## Publications
- (en) Gender discrimination and human rights, K.K. Publications, 2000
- (en) Tibet: Self-Determination in Politics Among Nations, préface du 14e dalaï-lama, Criterion Publications, 1988
- (en) Administrative Bottlenecks in a Public Enterprise, Progressive Publishers, Dehradun, 1984
- (hi) Vedna Ke Ve Sopa, Naman Prakashan, 2009,  (ISBN 8181291840 et 9788181291844)